# Effigia
Effigia is een geslacht van uitgestorven krokodilachtigen, dat 210 miljoen jaar geleden leefde tijdens het Trias-tijdperk in Noord-Amerika. Dit reptiel werd in januari 2006 beschreven, nadat de fossiele resten meer dan zestig jaar in de archieven van het American Museum of Natural History in New York hadden gelegen.
Effigia week sterk af van de hedendaagse krokodillen en leek meer op de ornithomimiden, een groep van dinosauriërs uit het Krijt-tijdperk. De overeenkomst tussen beide dieren berust op convergente evolutie. Effigia was 1,8 meter lang en deze krokodilachtige liep op twee poten. Daarnaast had Effigia grote ogen, een lange staart en een tandeloze bek. Vrijwel alleen de bouw van de enkel wijst op verwantschap met de krokodillen.
Het fossiel van Effigia werd in de jaren veertig van de twintigste eeuw gevonden in een groeve bij Ghost Ranch in de Amerikaanse staat New Mexico. In deze groeve werd ook de vleesetende dinosauriër Coelophysis gevonden. Het fossiel van Effigia werd vervolgens decennialang opgeslagen in de kelders van het American Museum of Natural History, totdat een tweetal paleontologen het fossiel opnieuw bekeken en concludeerden dat het om een bijzondere krokodilachtige ging.